# 章岩
章岩（1919年—2017年11月3日），曾用名张秀卿、张彬，河南省开封市人。中华人民共和国政治人物。

## 生平
1937年12月进河南文化团光明话剧团任团员，后为延安抗大、延安女大学员，1938年8月加入中国共产党。历任陕甘宁边区政府秘书处速记员，张家口市委秘书、东北行政委员会办公厅秘书处秘书科长，东北人民政府办公厅人事室主任兼党委办公室主任，东北局统战部人事处副处长、办公室代主任，辽宁省委统战部秘书长、副部长。1964年至1968年任辽宁省委统战部部长。1979年曾任辽宁省民政局局长。1979年至1985年辽宁省政协副主席。1993年12月离休。2017年11月3日在沈阳逝世，享年98岁。